# کریس پورتر (بازیکن فوتبال زاده ۱۸۸۵)
کریس پورتر (انگلیسی: Chris Porter; ۲۵ اکتبر ۱۸۸۵ – ۴ ژوئن ۱۹۱۵) بازیکن فوتبال اهل بریتانیا بود.
از باشگاه‌هایی که در آن بازی کرده‌است می‌توان به باشگاه فوتبال استوک‌پورت کانتی و باشگاه فوتبال گلوسوپ نورث اند اشاره کرد.
وی به همراه تیم ملی فوتبال بریتانیا به مدال طلا مسابقات فوتبال بازی‌های المپیک تابستانی ۱۹۰۸ دست پیدا کرده است.